# Gheorghe Sfercoci
Gheorghe Sfercoci (n. 10 mai 1957) a fost un deputat român în legislatura 1990-1992, ales în județul Timiș pe listele partidului FSN. Alegerea sa a fost validată pe 17 februarie 1992 - HCD nr.8/1992, când l-a înlocuit pe deputatul Dorel Constantin Vasile Borza.